# 맹성규
맹성규(孟聖奎, 1962년 5월 16일~)는 대한민국의 관료, 정치인이다. 제20·21·22대 국회의원이다. 국토교통부 제2차관(2017~2018)을 지냈다.
인천에서 태어났다. 고려대학교 행정학과를 졸업하고, 1988년 31회 행정고시에 합격하여 공직을 시작했다.
건설교통부 시절 고속철도 과장, 육상교통기획과장, 도시교통팀장을 지냈고, 국토해양부 시절에는 항공안전정책관을 거쳐 주중 대사관에 국토해양관으로 파견 근무했다가 해양환경정책관을 지냈다. 2013년 국토해양부가 국토교통부로 바뀌고서는 종합교통정책관과 교통물류실장을 역임한 뒤 2015년 강원도 경제부지사로 옮겼다. 2017년 5월 국토교통부 제2차관에 임명되었다.
2018년 4월 2일 국토교통부 제2차관 사직서를 제출하고 더불어민주당 인천광역시장 후보인 박남춘 국회의원 캠프에 합류하였다. 2018년 박남춘의 지역구였던 인천 남동구 갑 재·보궐 선거에 출마하여 제20대 국회의원으로 당선되었다. 이후 2020년과 2024년 총선에서 각각 남동구 갑에서 당선, 3선 국회의원이 되었다.

## 학력
- 1975년 인천신흥국민학교 졸업
- 1978년 상인천중학교 졸업
- 1981년 부평고등학교 졸업
- 1985년 고려대학교 행정학 학사
- 1988년 서울대학교 대학원 행정학 석사
- 1994년 맥길대학교 대학원  석사
- 2012년 한국항공대학교 대학원 항공운항관리학 박사

## 논문
- 조종사 조종교육증명 한정심사 개선 방안에 관한 연구
- 활주로 침범 위험 분석 체크리스트 개발

## 경력
- 1987년: 제31회 행정고시 합격
- 2002년 1월: 건설교통부 고속철도건설기획단 고속철도과장
- 2004년 3월: 건설교통부 예산담당관
- 2005년 3월: 건설교통부 육상교통기획과장
- 2006년 4월: 대통령비서실 행정관
- 2007년 2월: 건설교통부 항공안전정책관
- 2008년 2월: 국토해양부 항공안전정책관
- 2010년 2월: 주중국대한민국대사관 공사참사관
- 2012년 9월: 국토해양부 해양환경정책관
- 2013년 4월: 국토해양부 종합교통정책관
- 2014년 5월: 국토교통부 교통물류실장
- 2015년 7월~2017년 4월: 제14대 강원도 경제부지사
- 2017년 6월~2018년 4월: 국토교통부 제2차관
- 2018년 6월 13일: 2018년 재보궐선거 당선(인천 남동구 갑, 더불어민주당, 초선)
- 2018년 8월~: 더불어민주당 인천광역시당 남동구 갑 지역위원회 위원장
- 2019년 5월~2020년 5월: 더불어민주당 원내부대표
- 2020년 4월 15일: 대한민국 제21대 국회의원 선거 당선(인천 남동구 갑, 더불어민주당, 재선)
- 2020년 9월~: 더불어민주당 예산결산위원회 위원
- 2021년 1월~2021년 4월: 2021년 재보궐선거 더불어민주당 중앙당 선거관리위원회 위원
- 2021년 2월~2021년 5월: 더불어민주당 수석사무부총장
- 2024년 4월 10일: 대한민국 제22대 국회의원 선거 당선(인천 남동구 갑, 더불어민주당, 3선)

### 의정 활동
- 2018년 6월 14일~2020년 5월 29일: 제20대 국회의원(인천 남동구 갑, 더불어민주당, 초선)
  - 2018년 7월~2019년 9월: 제20대 국회 후반기 보건복지위원회 위원
  - 2018년 9월~2018년 9월: 제20대 국회 헌법재판소장(유남석) 임명 동의에 관한 인사청문특별위원회 위원
  - 2019년 5월~2020년 5월: 제20대 국회 후반기 운영위원회 위원
  - 2019년 8월~2020년 5월: 제20대 국회 후반기 예산결산특별위원회 위원
  - 2019년 9월~2020년 5월: 제20대 국회 후반기 교육위원회 위원
- 2020년 5월 30일~2024년 5월 29일: 제21대 국회의원(인천 남동구 갑, 더불어민주당, 재선)
  - 2020년 6월~2022년 5월: 제21대 국회 전반기 농림축산식품해양수산위원회 위원
    - 2020년 9월~2022년 5월: 제21대 국회 전반기 농림축산식품해양수산위원회 해양수산법안심사소위원회 위원
    - 2020년 9월~2022년 5월: 제21대 국회 전반기 농림축산식품해양수산위원회 청원심사소위원회 위원장

  - 2021년 7월~2022년 5월: 제21대 국회 전반기 예산결산특별위원회 간사
  - 2022년 7월~2024년 5월: 제21대 국회 후반기 국토교통위원회 위원
  - 2022년 8월~2024년 5월: 제21대 국회 정치개혁 특별위원회 위원
- 2024년 5월 30일~: 제22대 국회의원(인천 남동구 갑, 더불어민주당, 3선)
  - 2024년 6월~: 제22대 국회 전반기 국토교통위원회 위원장

## 역대 선거 결과
|  | 61.62% |

|  | 54.38% |

|  | 56.96% |

## 소속 정당
| 소속 정당 | 소속 정당    | 소속 기간 | 비고      |
| --------- | ------------ | --------- | --------- |
|           | 더불어민주당 | 2018~현재 | 정계 입문 |

## 같이 보기
- 대한민국의 국토교통부 차관
- 강원특별자치도 부지사
- 남동구 갑
- 인천 남동구의 국회의원